# Bat Šlomo
Bat Šlomo (hebrejsky בָּת שְׁלֹמֹה, doslova „Šalamounova dcera“, v oficiálním přepisu do angličtiny Bat Shelomo, přepisováno též Bat Shlomo) je vesnice typu mošav v Izraeli, v Haifském distriktu, v Oblastní radě Chof ha-Karmel.

## Geografie
Leží v nadmořské výšce 91 metrů na rozmezí pohoří Karmel a výšin Ramat Menaše. Krajina na jih a sever od vesnice je silně zalesněná. Jižně od obce probíhá vádí Nachal Dalija, do kterého tu od východu ústí vádí Nachal Tut s menším přítokem Nachal Elkana. Ze severu vesnici míjí vádí Nachal Tlimon, které se potok stáčí k jihu a vede okolo pahorku Giv'ot Tlimon rovněž do údolí Nachal Dalija. Na jih od vesnice se rozkládá zalesněná pahorkatina s vrchem Har Choršan.
Obec se nachází cca 8 kilometrů od břehů Středozemního moře, cca 62 kilometrů severoseverovýchodně od centra Tel Avivu a cca 22 kilometrů jižně od centra Haify. Bat Šlomo obývají Židé, přičemž osídlení v tomto regionu je převážně židovské. Ovšem 10 kilometrů na severovýchod od vesnice leží na hřbetu Karmelu skupina sídel obývaných arabsky mluvícími Drúzy. Cca 5 kilometrů západně od mošavu stojí město Furejdis osídlené izraelskými Araby. Arabské je i osídlení ve Vádí Ara jihozápadně odtud.
Bat Šlomo je na dopravní síť napojen pomocí dálnice číslo 70, která prochází přímo obcí a vede do pobřežní nížiny.

## Dějiny
Mošav Bat Šlomo byl založen v roce 1889. Pojmenován je podle Betty Salomon Rotschildové - dcery Salomona Mayera Rothschilda, který byl příbuzným barona Edmonda Jamese de Rothschilda - židovského filantropa a podnikatele, který Bat Šlomo založil a finančně podporoval. Původně šlo (tak jako u ostatních osad sponzorovaných baronem Rotschildem) o individuálně organizovanou zemědělskou vesnici typu mošava. Bylo to malé sídlo s cca dvěma tucty usedlých rodin. Šlo o satelitní osadu závislou na nedaleké větší obci Zichron Ja'akov.
Koncem 40. let měl Bat Šlomo rozlohu katastrálního území 8068 dunamů (8,068 kilometrů čtverečních).
V roce 1951 byla osada proměněna na družstevně hospodařící mošav. Zároveň došlo k výstavbě zcela nové obytné části severně od silnice. Tu osídlili židovští imigranti ze Sedmihradska a Jemenu.
Místní ekonomika je založena na zemědělství. Jižní historická část obce slouží jako turistická zóna se zachovalými objekty z konce 19. století včetně synagogy.

## Demografie
Podle údajů z roku 2014 tvořili naprostou většinu obyvatel v Bat Šlomo Židé (včetně statistické kategorie "ostatní", která zahrnuje nearabské obyvatele židovského původu ale bez formální příslušnosti k židovskému náboženství).
Jde o menší sídlo vesnického typu s dlouhodobě výrazně rostoucí populací. K 31. prosinci 2014 zde žilo 568 lidí. Během roku 2014 populace klesla o 0,7 %.
| Rok            | 1948 | 1961 | 1972 | 1983 | 1995 | 2001 | 2003 | 2004 | 2005 | 2006 | 2007 | 2008 | 2009 | 2010 | 2011 | 2012 | 2013 | 2014 |
| -------------- | ---- | ---- | ---- | ---- | ---- | ---- | ---- | ---- | ---- | ---- | ---- | ---- | ---- | ---- | ---- | ---- | ---- | ---- |
| Počet obyvatel | 75   | 218  | 176  | 184  | 322  | 351  | 362  | 387  | 408  | 424  | 458  | 510  | 499  | 513  | 552  | 555  | 572  | 568  |